# Piper trichophyllum
Piper trichophyllum är en pepparväxtart som beskrevs av C. Dc.. Piper trichophyllum ingår i släktet Piper och familjen pepparväxter. Inga underarter finns listade i Catalogue of Life.